# Conakry
Conakry és la capital de Guinea. Situada a l'illa de Tombo, a la costa de l'oceà Atlàntic, ocupa també una part de la península de Kaloum i algunes illes de l'arxipèlag de Los; és la ciutat més gran de Guinea i el seu centre administratiu, econòmic i de comunicacions. L'economia de la ciutat es desenvolupa majoritàriament al voltant del seu port, que té modernes instal·lacions per al trànsit de mercaderies i l'emmagatzematge, i des del qual s'exporta alumini i bananes. També hi té importància la indústria alimentària i de l'automòbil.
La ciutat és coneguda pels seus jardins botànics, i també per l'Institut Politècnic de Conakry, que és el nom que rep la Universitat de Guinea.
La població, l'any 1996, era d'1.091.483 habitants.

## Història
La ciutat no fou habitada abans de la segona meitat del segle xviii. El cap sosso Manga Damba va fundar Kaporo el 1780 després de sotmetre als baga i als mandenyi. Les illes de Los estaven ocupades pels portuguesos (ilhas dos Idolhos) i el 1848 van passar als britànics. Després de l'anomenada guerra dels mulats (1865-1870) hi havia quatre viles: Kaporo, Boulbinet, Tumbo i Camayenne. L'any 1887 la zona fou ocupada pels francesos amb la corbeta "Goëland" (26 de gener de 1887); van reunir les quatre poblacions i es va formar Conakry. L'1 d'agost de 1889 va esdevenir capital de la Colònia dels Rius del Sud i dependències que el 1890 fou la Guinea Francesa. Des de 1895 fou punt de sortida cap a l'interior del ferrocarril Conakry-Níger acabat el 1914. Les illes de Los foren agregades el 1904 amb la banya de Fotoba on va morir el 1912 el wali de Goumba, Tierno Aliou, que havia organitzat la revolta dels houbbous. El 1913 fou declarada comunes mixta. La reomplida del canal de Tumbo va desenvolupar ràpidament la ciutat i el seu port.
L'islam hi va entrar al començament del segle xix quan els baga i sosso es van convertir mercès a la família Yattara dels Dioules. El cristianisme es va implantar a partir del 1864 amb una missió anglicana a Fotoba, i una missió catòlica el 1890 que va construir la catedral de Santa Maria. El 18 d'octubre de 1897 Conakry fou declarada prefectura apostòlica, el 18 d'abril de 1920 vicariat apostòlic, i el 15 de setembre de 1955 arxidiòcesi.
El 1899 tenia 13.000 habitants i el 1958 ja eren 78.000 (el 70% musulmans). El 1965 hi havia 13.400 catòlics a l'arxidiòcesi, dos terços a la mateixa ciutat de Conakry. Els musulmans majoritaris tenien com a confraria principal la dels Kadiriyya que s'oposava des del segle xix al Tidjaniyya. La població el 1975 es calcula en 250.000. El 1955 fou declarada comuna mixta de ple dret i el 2 d'octubre de 1958 va passar a ser la capital de la república de Guinea. Llavors el port tenia 1853 metres de molls i 10 hectàrees de terrenys amb un tràfic de 2,5 milions de tones. Un aeròdrom disposava d'una pista de 3.300 metres. La parada del jaciments de ferro de Kaloum i la baixa de la bauxita de Kassa el 1966 no va aturar l'activitat portuària i comptava amb diverses indústries. Des de 1963 s'hi va establir l'Institut Politècnic Gamal Abdel Nasser, amb 7 facultat (una de medicina) i diverses escoles nacionals.

El 1970 Guinea donava suport als guerrillers independentistes de Guinea Bissau dirigits pel PAIGC; un grup de dissidents guineans sota protecció de 350 soldats portuguesos van desembarcar prop de Conakry, van atacar la ciutat, van alliberar 26 portuguesos presoners de guerra i es van retirar sense aconseguir enderrocar al govern o matar els líders del PAIGC. La gran explosió demogràfica dels anys setanta va portar als 600.000 habitants el 1980. El creixement fou després més moderat però va sobrepassar el milió el 1995 i el milió i mig el 2005. Avui dia estaria prop dels dos milions.

## Geografia
Originàriament situat a l'illa de Tombo, una de les Illes de Los, s'ha estès des de llavors per la veïna península de Kaloum.

## Clima
Segons la classificació climàtica de Köppen, Conakry presenta un clima monsònic tropical (classificació climàtica de Köppen: Am). Conakry compta amb una estació humida i una estació seca. Com la major part de l'Àfrica occidental, l'estació seca de Conakry està dominada pel vent harmattan entre desembre i abril. Com a conseqüència, durant aquests mesos gairebé no plou a la ciutat.
En comparació amb la major part de l'Àfrica occidental, l'estació humida de Conakry té una extraordinària quantitat de pluges, amb una mitjana de més de 1,100 mm tant al juliol com a l'agost. Com a resultat, la precipitació mitjana anual de Conakry és de gairebé 3.800 mm. Tanmateix, l'estació seca encara és seca, amb gener i febrer només reben 1 mm de pluja de mitjana. La insolació és més baixa a l'estació humida que a l'estació seca, amb l'agost que rep menys sol i el març és el que més.

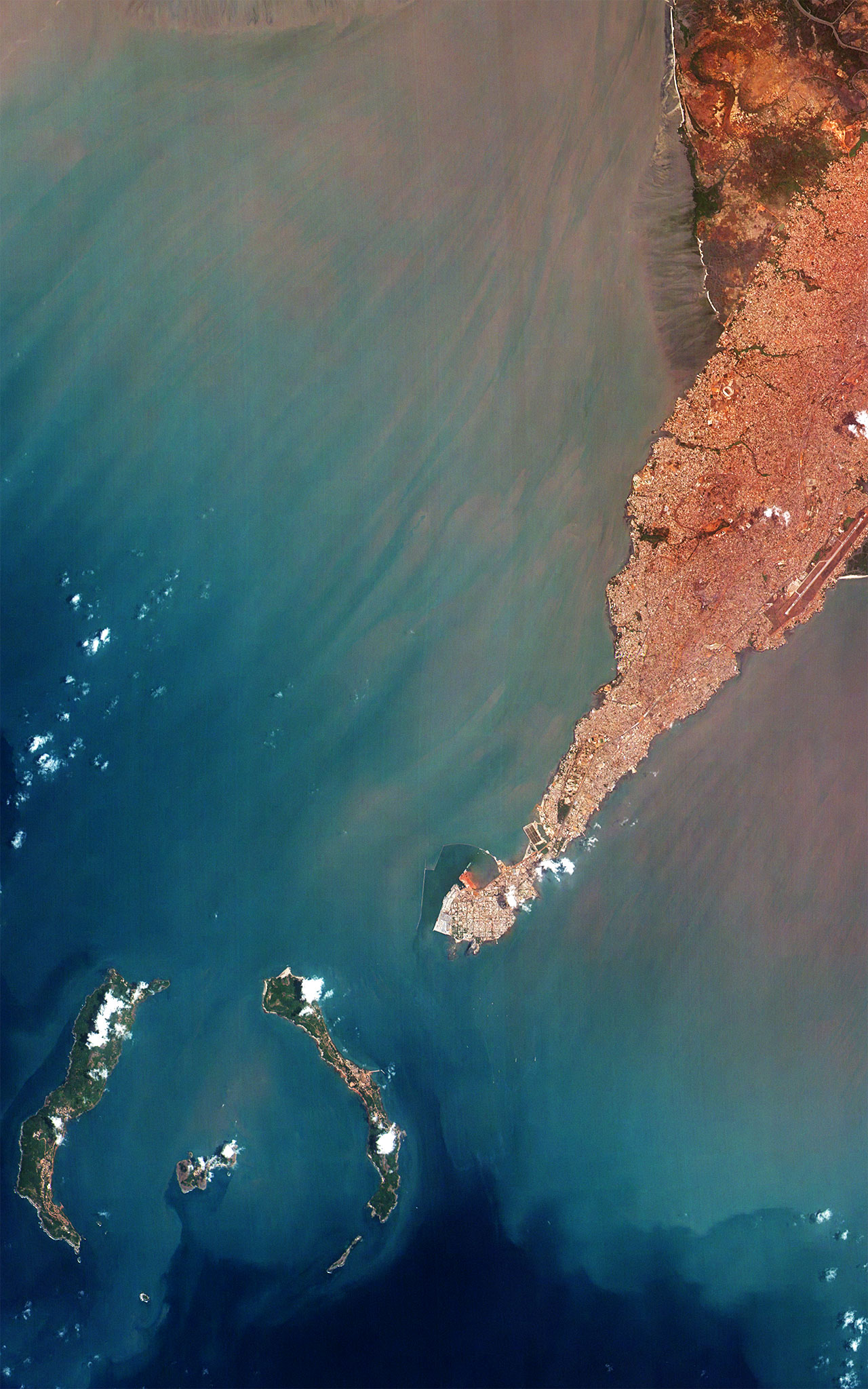
Península de Conakry i Illes de Los

## Economia

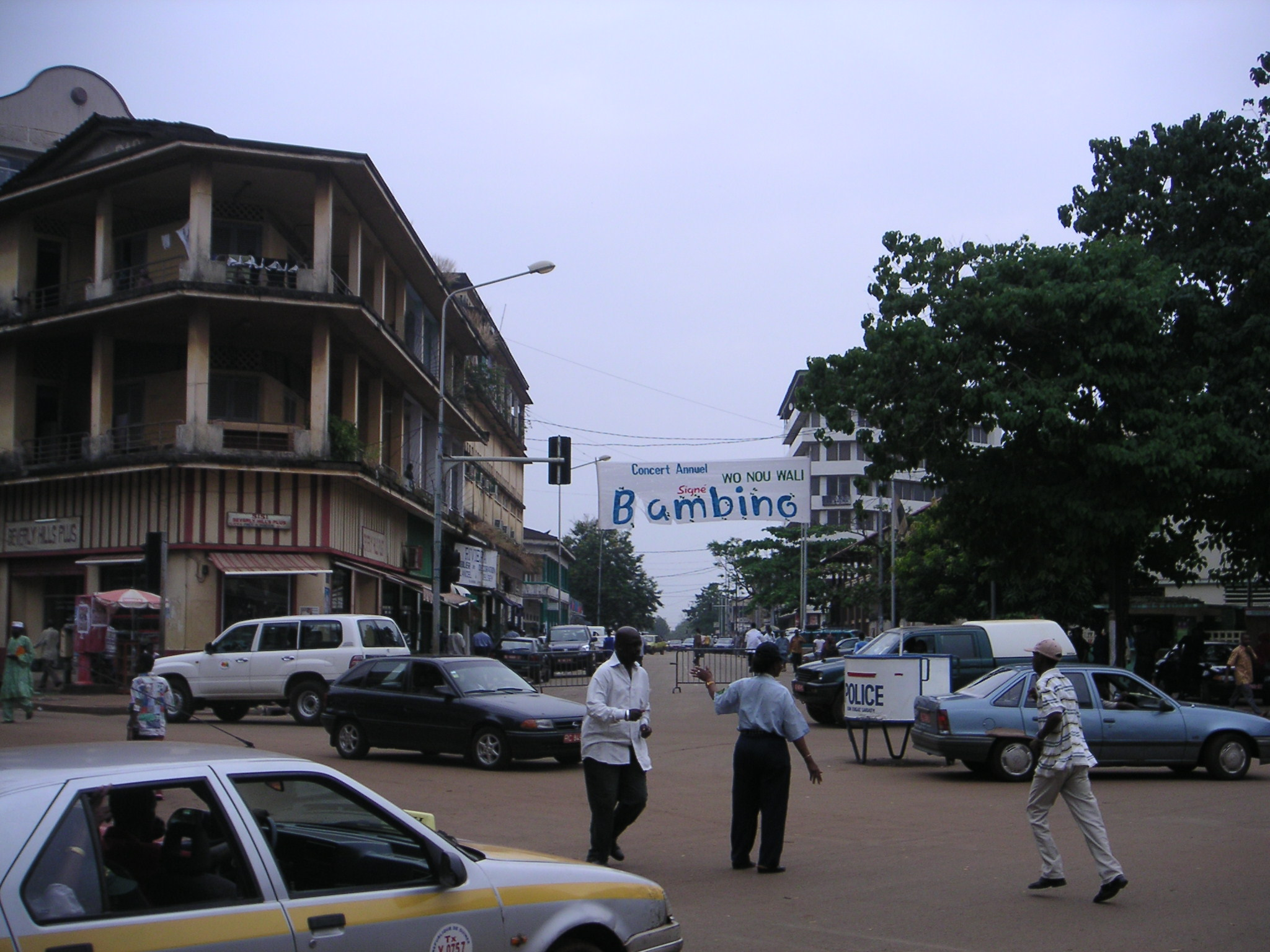
Una escena de carrer a Conakry

Conakry és la ciutat més gran de Guinea i el seu centre administratiu, de comunicacions i econòmic. L'economia de la ciutat gira en gran part al voltant del port, que disposa d'unes instal·lacions modernes per a la manipulació i l'emmagatzematge de mercaderies, a través de les quals s'envia l'alúmina i els plàtans. Les manufactures són productes alimentaris i ciment, manufactures metàl·liques i productes de combustible.

### Mercats
- Marché Madina[5]
- Marché du Níger[5]

### Crisi de les infraestructures
Els talls periòdics de llum i aigua han estat una càrrega diària per als residents de Conakry des de principis del 2002. Funcionaris del govern i de les companyies elèctriques culpen la sequera del febrer del 2001 d'una fallada en el subministrament hidroelèctric a la capital, i una fallada de la maquinària envellida per a la continuació de la crisi. Els crítics del govern citen la mala gestió, la corrupció i la retirada del soci francès de l'agència de poder a principis del 22002. El 2008, bona part de la ciutat no té semàfors durant les hores nocturnes.
La ira popular per l'escassetat a Conakry es va lligar amb protestes antigovernamentals, vagues i violència contra el govern del president Lansana Conté i els successius primers ministres Cellou Dalein Diallo i Eugène Camara nomenats per ocupar el càrrec després de la dimissió del primer ministre François Lonseny Fall l'abril de 2004. La violència va assolir un màxim entre gener i febrer de 2007 en una vaga general, que va provocar més d'un centenar de morts quan l'exèrcit es va enfrontar als manifestants.

## Govern i administració
Conakry és una ciutat especial amb una sola regió i un govern de prefectura. El govern local de la ciutat es va descentralitzar l'any 1991 entre cinc municipis municipals encapçalats per un alcalde. Des de la punta al sud-oest, aquests són:
- Kaloum - el centre de la ciutat
- Dixinn, inclosa la Universitat de Conakry i moltes ambaixades
- Ratoma - conegut per la seva vida nocturna
- Matam
- Matoto: seu de l'aeroport internacional de Conakry.

Les cinc comunes urbanes conformen la regió de Conakry, una de les vuit regions de Guinea, que és dirigida per un governador. A nivell de prefectura de segon nivell, la ciutat està designada com a Zona Especial de Conakry, encara que la prefectura i el govern regional són un mateix. Amb uns dos milions d'habitants, és de lluny la ciutat més gran de Guinea, que representa gairebé una quarta part de la població del país i la fa més de quatre vegades més gran que la seva rival més propera, Kankan.

## Arquitectura
- Palais Mohammed V[7]
- Presidential Palace[8]
- Palais du Peuple[9]

## Cultura
- Museu Nacional de Sandervalia[10]

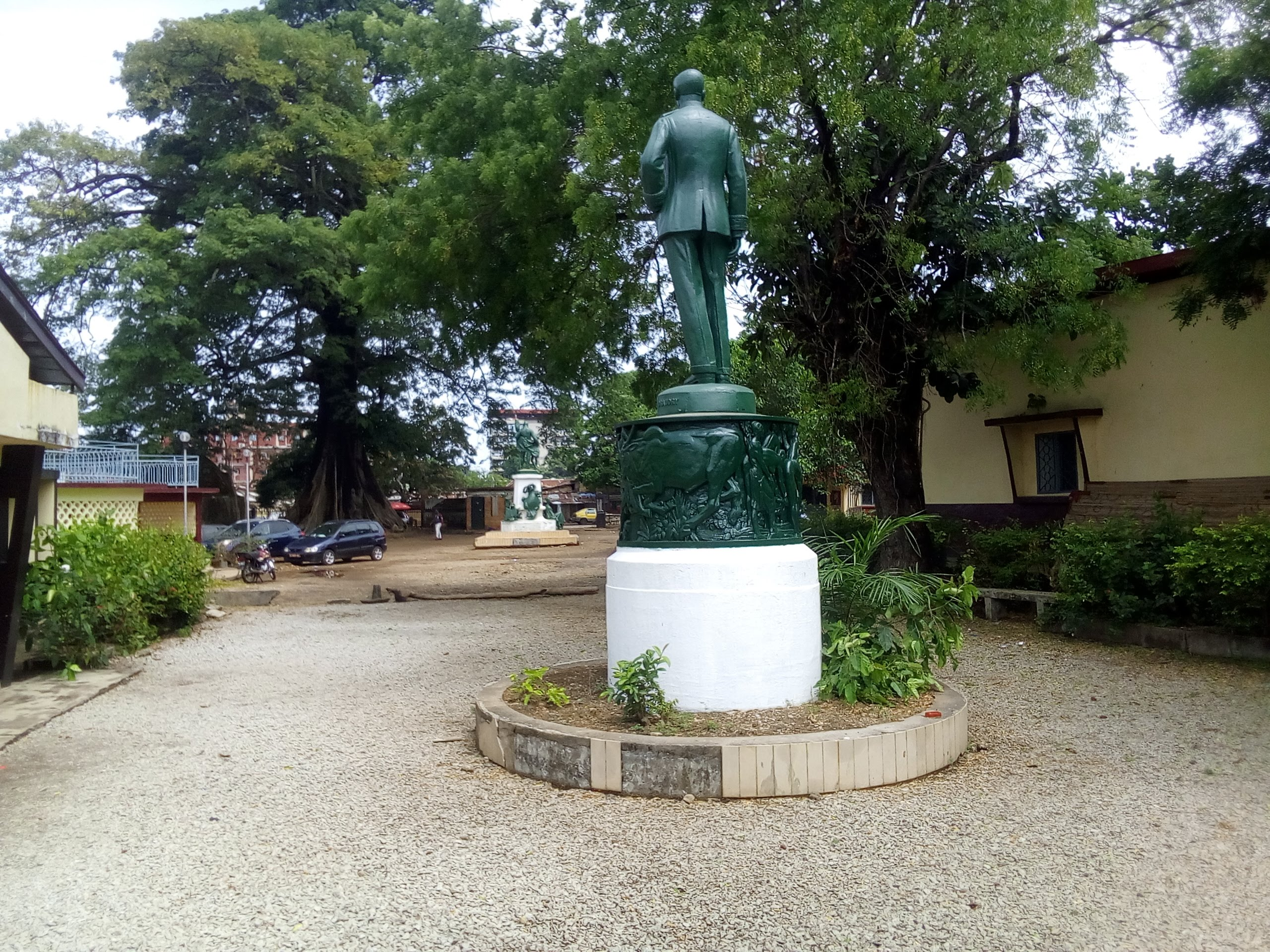
Pati del Museu Nacional de Sandervalia

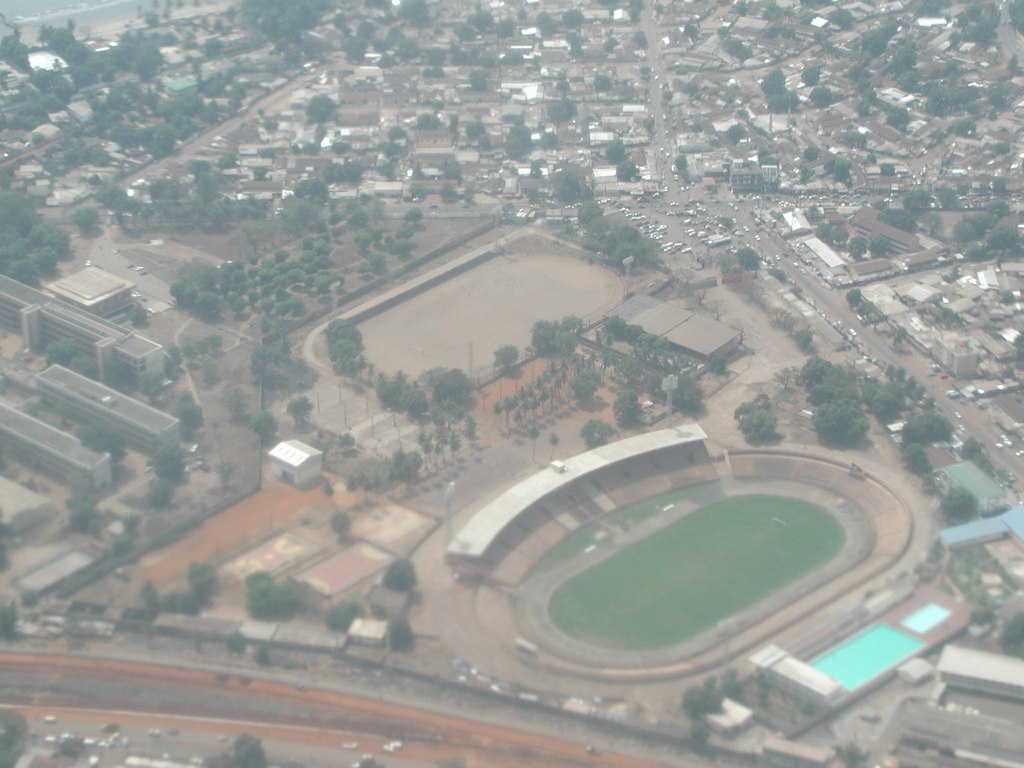
Estadi del 28 de setembre

- Biblioteca Nacional de Guinea i Arxius Nacionals de Guinea[10]
- Camp Boiro[11]
- Monument du 22 Novembre 1970[12]

### Llocs de culte

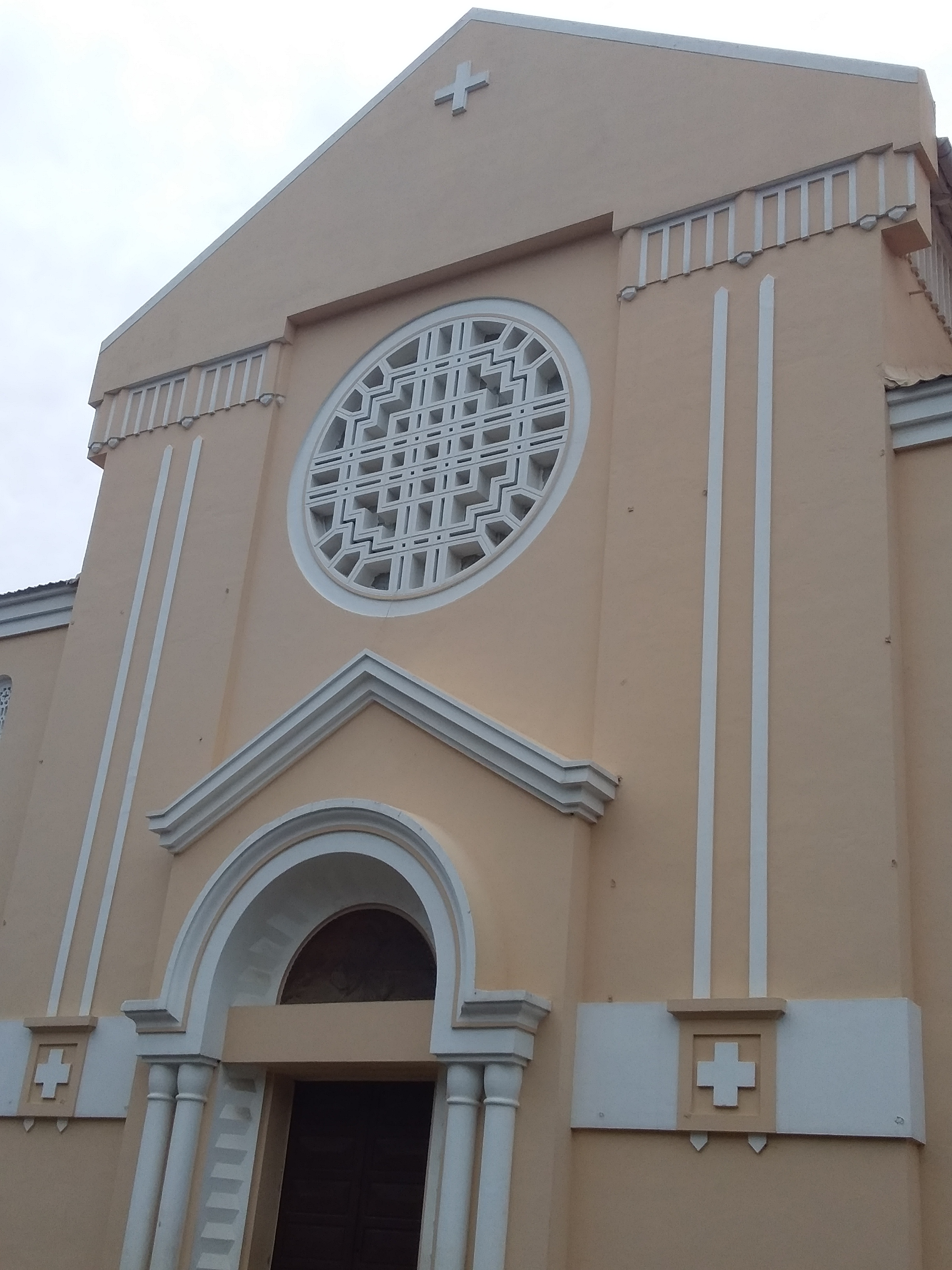
Les mesquites islàmiques de la ciutat inclouen la Gran Mesquita de Conakry.

També hi ha esglésies i temples cristians, com l’arxidiòcesi catòlica romana de Conakry Cathédrale Sainte-Marie, l'Église Protestante Évangélique de Guinée (Alliance World Fellowship) i les Assemblees de Déu.

### Universitats i educació
- Centre Col·legi Gbessia
- Col·legi-Lycée Sainte-Marie
- Universitat Gamal Abdel Nasser (Institut Polytechnique de Conakry)[15][16]
- Institut Géographique National (Guinea)[17]
- Universitat Kofi Annan[18]

### Parcs i jardins
- Jardí 2 d'octubre[19]
- Jardí Botànic de Conakry[20]

## Persones notables
- Mamadi Diakite, jugador de bàsquet de l'NBA dels Cleveland Cavaliers
- Maciré Sylla, cantant, ballarí, autor i compositor

## Bibliografiа
- Dave, Nomi (2019) The Revolution’s Echoes: Music, Politics & Pleasure in Guinea. Chicago: The University of Chicago Press.
- Thomas O'Toole, Janice E. Baker. (2005) Historical Dictionary of Guinea. Scarecrow Press. ISBN 0-8108-4634-9
- Philipps, Joschka (2013) Ambivalent Rage: Youth Gangs and Urban Protest in Conakry, Guinea. Harmattan Guinée.
- Cohen, Adrienne (2019) “Performing Excess: Urban Ceremony and the Semiotics of Precarity in Guinea-Conakry.” Africa: The Journal of the International African Institute. 89 (4): 718-738.
- Odile Goerg. "Chieftainships between Past and Present: From City to Suburb and Back in Colonial Conakry, 1890s–1950s". Africa Today, Summer 2006, Vol. 52, No. 4, Pages 2–27
- Conakry the Capital: history of the city at site of expat artist.
- «France: Africa: French West Africa and the Sahara». A: Statesman's Year-Book.  Londres: Macmillan and Co., 1921, p. 895–903. «French Guinea»
- Eric S. Charry. Mande Music: Traditional and Modern Music of the Maninka and Mandinka of Western Africa.  University of Chicago Press, 2000. ISBN 978-0-226-10161-3.
- Elizabeth Schmidt. Cold War and Decolonization in Guinea, 1946-1958.  Ohio University Press, 2007. ISBN 978-0-8214-1763-8.
- «Population of capital cities and cities of 100,000 and more inhabitants». A: Demographic Yearbook 1965.  Nova York: Statistical Office of the United Nations, 1966.
- «Guinea». A: World Encyclopedia of Contemporary Theatre.  Routledge, 1997. ISBN 978-1-136-35949-1.
- United Nations Department for Economic and Social Information and Policy Analysis, Statistics Division. «Population of capital cities and cities of 100,000 and more inhabitants». A: 1995 Demographic Yearbook, 1997, p. 262–321.
- «Guinea: Directory». A: Europa World Year Book 2004.  Europa Publications. ISBN 1857432533.
- Colonies françaises (en francès).  París: Flammarion, 1906.
- Odile Goerg «Conakry: un modèle de ville coloniale française? Règlements fonciers et urbanisme, de 1885 aux années 1920» (en francès). Cahiers d'Études africaines, 99, 1985, pàg. 309–335. DOI: 10.3406/cea.1985.1733.
- Julie Kébé-Gangneux «Quand les citadins font et défont la ville à Conakry: le droit à l'espace» (en francès). Environnement Urbain. INRS-Urbanisation, Culture et Société [Montreal], 2016.
- Odile Goerg «From Hill Station (Freetown) to Downtown Conakry (First Ward): Comparing French and British Approaches to Segregation in Colonial Cities at the Beginning of the Twentieth Century». Canadian Journal of African Studies, 1, 1998, pàg. 1–31. JSTOR: 486222.
- Nicole D. Anderson. «Conakry, Guinea». A: Encyclopaedia of Twentieth-Century African History.  Routledge, 2003. ISBN 978-1-134-56584-9.
- Odile Goerg. Fitzroy Dearborn. Encyclopedia of African History, 2005. ISBN 978-1-135-45670-2.
- Odile Goerg «Chieftainships between Past and Present: From City to Suburb and Back in Colonial Conakry, 1890s-1950s». Africa Today, 4, 2006, pàg. 3–27. DOI: 10.1353/at.2006.0044. JSTOR: 4187737.
- «Guinea: Conakry». A: West Africa.  Lonely Planet, 2009, p. 401+. ISBN 978-1-74104-821-6.
- Joschka Philipps. «Youth gangs and urban political protests: a relational perspective on Conakry's 'Axis of Evil’». A: Living the City in Africa: Processes of Invention and Intervention.  Lit Verlag, 2013. ISBN 978-3-643-80152-4.